# Круминь, Иван Андреевич
Иван Андреевич Кру́минь (в других источниках Крумин, Круминьш; бел. Іван Андрэевіч Крумін; латыш. Ivans Krūmiņš; 26 сентября 1915, Городок — 11 марта 2003, Рига) — участник Великой Отечественной войны. Герой Советского Союза (1943).

## Биография
Родился в городе Городок Витебской губернии. После окончания школы крестьянской молодежи в 1930 году поступил в Витебский кооперативный техникум. До начала Великой Отечественной войны работал бухгалтером. В Красной Армии — с августа 1941 года. В 1942 году окончил ускоренный курс Гомельского миномётного училища. На фронте с ноября 1942 года Участвовал в боях на Центральном и 1-м Белорусском фронтах, в освобождении Курска, Орла, Севска, Чернигова, Правобережной Украины.
Командир взвода 120-мм миномётов 45-го Даурского стрелкового полка 106-й Забайкальской стрелковой дивизии лейтенант И. А. Круминь в боях за переправу на реке Днепр проявил мужество и отвагу. Под сильным огнём противника 15 октября 1943 года переправился на правый берег Днепра в районе Лоева для корректировки огня нашей артиллерии, которая обстреливала переправу. Был ранен, однако продолжал выполнять боевую задачу. И только тогда, когда переправились вторые эшелоны, подошла смена, он согласился эвакуироваться в медсанбат.
В результате героических действий лейтенанта И. А. Крумина артиллерия действовала отлично, огневые точки противника подавлялись своевременно, что обеспечило успешное форсирование Днепра и захват плацдарма на правом берегу реки.
Звание Героя Советского Союза было присвоено 30 октября 1943 года.
В 1946 году демобилизовался. Окончил Высшую партийную школу при ЦК КПСС, был на партийной и государственной работе в городе Риге. С 1948 года — в аппарате ЦК Компартии Латвии, первый секретарь Добельского райкома Компартии Латвии, заведующий отделом ЦК Компартии Латвии, заместитель министра сельского хозяйства, первый заместитель министра торговли Латвийской ССР, председатель правления Союза потребительских обществ Латвийской ССР.
Избирался депутатом Верховного Совета Латвийской ССР 3-го, 5-9-го созывов.
Награждён 2 орденами Ленина, Октябрьской Революции, орденом Отечественной войны I степени, орденами Трудового Красного Знамени, Красной Звезды.

## Награды и звания
- Герой Советского Союза (30.03.1943).
- Два Ордена Ленина
- Орден Октябрьской Революции
- Орден Отечественной войны I степени
- Орден Трудового Красного Знамени
- Орден Красной Звезды

## Память
- Имя И. А. Крумина на Аллее Героев Советского Союза — уроженцев Городокского района (2020), ул. Баграмяна в Городке (Витебская область). На стеле нанесен QR-код, позволяющий узнать информацию, посмотреть архивные фотографии и документы Героя.